# Musca chrysorrhaea
Musca chrysorrhaea är en tvåvingeart som först beskrevs av Giovanni Antonio Scopoli 1763.  Musca chrysorrhaea ingår i släktet Musca och familjen blomflugor.
Artens utbredningsområde är Slovenien. Inga underarter finns listade i Catalogue of Life.